# Aulus Caecina Severus
Aulus Caecina Severus (né vers 43 av. J.-C. et mort après 21 ap. J.-C.) est un homme politique et un général de l'Empire romain.

## Biographie

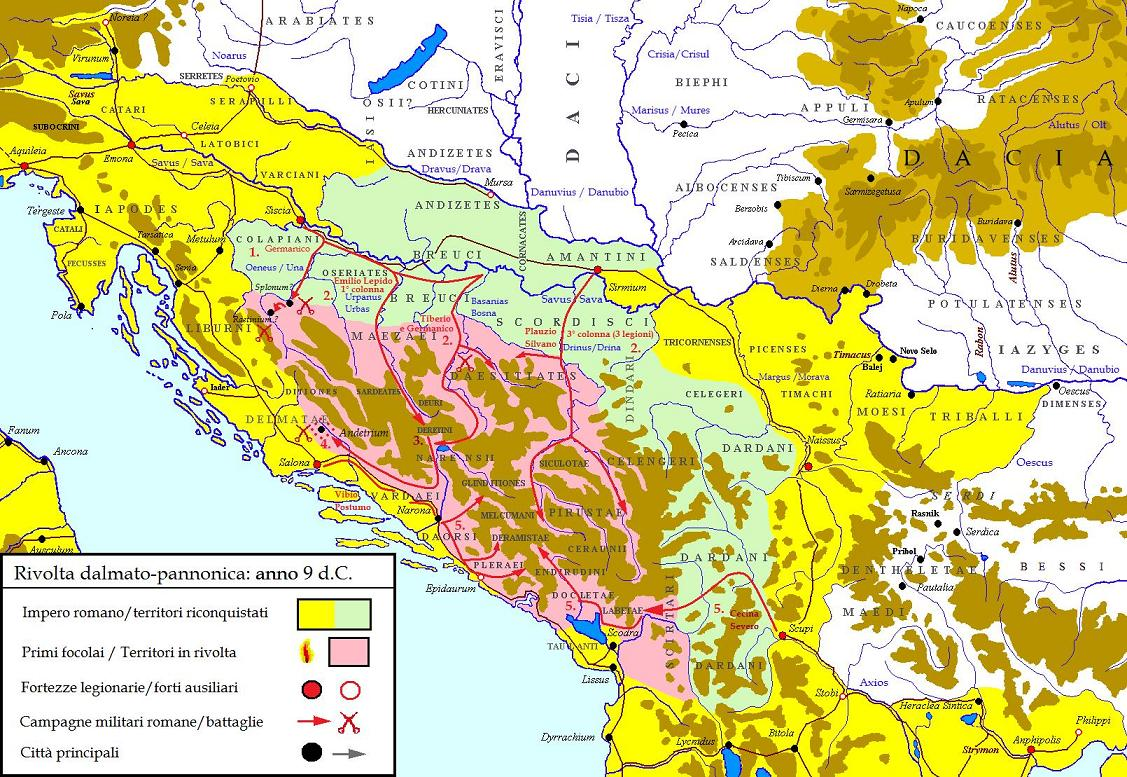
Quatrième et dernière année de la grande révolte illyrienne en 9.

Aulus Caecina Severus naît vers 43 av. J.-C., il appartient à la gens Caecina qui est originaire de Volterra en Étrurie. Il a six enfants.
Il ne devient consul suffect qu'en 1 av. J.-C. à l'âge de 42 ans, parce que cet homo novus, n'étant pas de descendance « consulaire », doit attendre, selon la coutume, d'avoir 40 ans. Il est auparavant tribun militaire vers 25 av. J.-C. puis questeur en 19 av. J.-C.

### Carrière militaire en Mésie/Pannonie
Aulus Caecina Severus est l'un des meilleurs généraux d'Auguste et Tibère, et il devient, à la suite des opérations militaires qui se sont déroulées en Illyrie/Balkans, le premier gouverneur de la nouvelle province de Mésie, où il a fort à faire au cours de la grande révolte de la Pannonie et de la Dalmatie de 6 à 9.
En 6, il réussit à conquérir Sirmium qui est occupée par les insurgés, ainsi qu'à défendre la nouvelle province contre les attaques et les raids des Iazyges et des Daces avec l'aide du roi thrace Rhémétalcès Ier. L'année suivante, avec Marcus Plautius Silvanus, et sous le haut commandement du futur empereur Tibère, il commande cinq légions à Sisak et évite la destruction de l'armée romaine entière. Au cours des années suivantes, en 8 et 9, il se trouve sur le front macédonien afin de défendre la province des attaques des Iazyges et des Daces et il pénètre en l'Illyrie méridionale afin de réprimer les derniers mouvements dalmates.

### Carrière militaire en Germanie

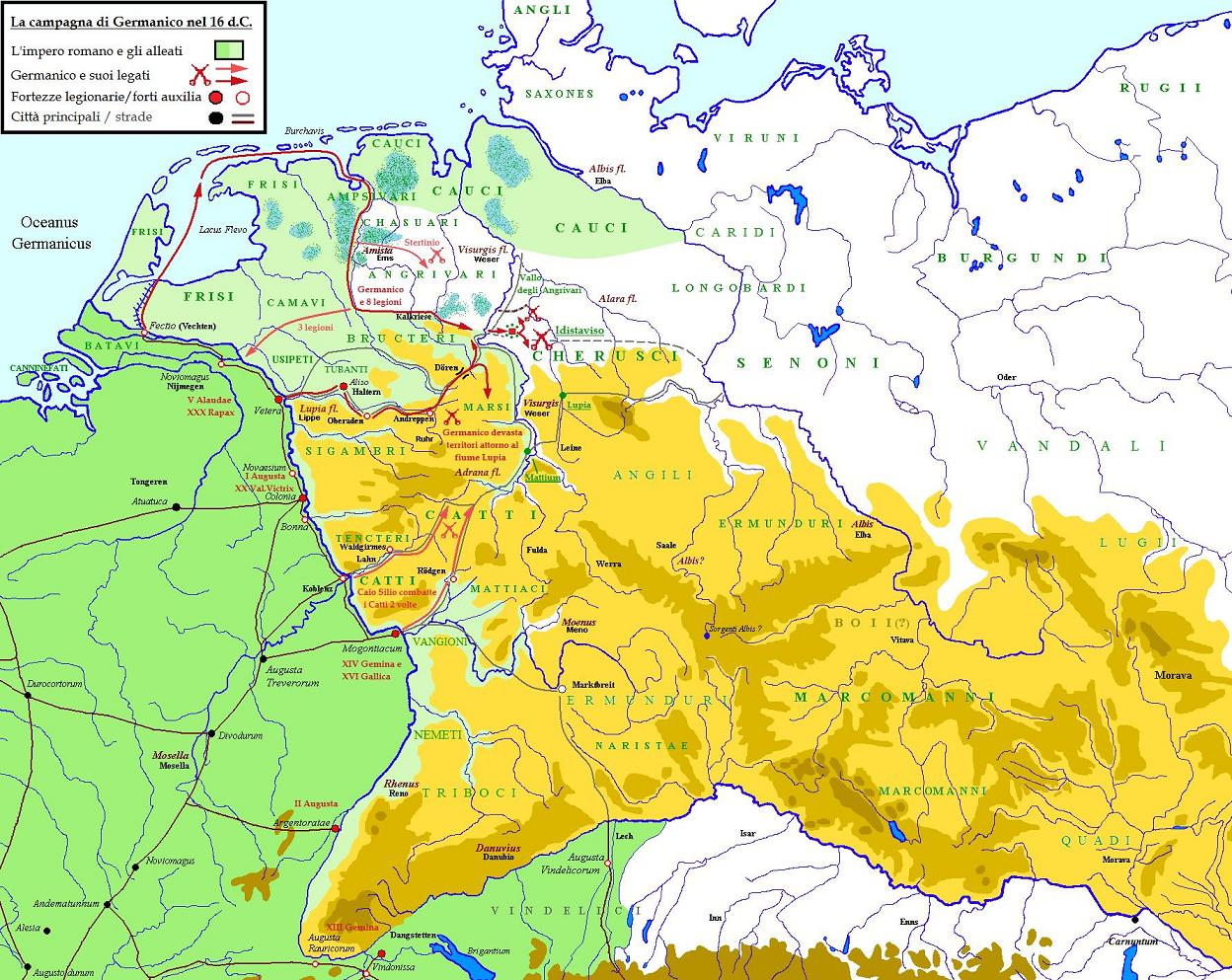
La campagne militaire de Germanicus en 16.

En 14, il devient le légat de Germanicus en Germanie inférieure mais doit faire face à la révolte de ses soldats quand est annoncée la mort d'Auguste. Dépassé par la situation, selon Tacite, il reste totalement passif et attend le retour de Germanicus qui se trouvait en Gaule. Cependant, après trois années de campagnes menées en Germanie (de 14 à 16), il obtient les ornamenta triumphalia en raison de la victoire partielle sur Arminius. L'honneur de Rome est sauf mais la défaite subie à Teutobourg ne sera complètement vengée qu'en 21.
Au cours de la campagne de 15, il est pris au piège avec ses légions et manque de peu d'être anéanti au cours d'une embuscade des Germains, lors de la traversée de la zone marécageuse, dénommée Pontes longi, entre les fleuves Ems et Weser.
En 21, il propose d'interdire la présence des épouses auprès des commandants provinciaux, peut-être afin d'éviter la jalousie des soldats à qui cette faveur n'était pas permise ou, en bon militaire, pour qu'ils soient entièrement appliqués à leur commandement lors des campagnes militaires[réf. nécessaire].

## Sources
- (it) Cet article est partiellement ou en totalité issu de l’article de Wikipédia en italien intitulé « Aulo Cecina Severo » (voir la liste des auteurs).